# چارلز براون (ورزشکار)
چارلز براون (انگلیسی: Charles Brown؛ زادهٔ ۲۶ اکتبر ۱۹۴۷) ورزشکار هاکی روی یخ اهل ایالات متحده آمریکا است.
وی در مسابقات کشوری و بین‌المللی در مجموع برندهٔ ۱ مدال نقره شده‌است.